# Saint-Affrique
Saint-Affrique ist eine französische Kleinstadt mit 7.924 Einwohnern (Stand 1. Januar 2022) im Département Aveyron.

## Geographie
Die StadtSaint-Affrique liegt zwischen Millau und Albi am Rande der Hochebene Causse du Larzac im Tal des Flusses Sorgues. Im nördlichen Gemeindegebiet entspringt das Flüsschen Len. Das Gemeindegebiet gehört zum Regionalen Naturpark Grands Causses.

## Geschichte
Die Stadt bekam ihren Namen von dem heiligen Affrique, der im 6. Jahrhundert angeblich hier starb. Sein Sarkophag steht in der Gemeindekirche aus dem 19. Jahrhundert.

### Bevölkerungsentwicklung
| Jahr                       | 1962 | 1968 | 1975 | 1982 | 1990 | 1999 | 2006 | 2013 | 2020 |
| Einwohner                  | 7142 | 7674 | 8223 | 8475 | 7798 | 7507 | 8022 | 8251 | 8018 |
| Quellen: Cassini und INSEE |      |      |      |      |      |      |      |      |      |

## Sehenswürdigkeiten
- Kirche Notre-Dame
- Kirche Notre-Dame im Ortsteil Tiergues
- Kirche Saint-Martin im Ortsteil Cambon
- Kirche Sainte-Julitte et Saint-Cyr  im Ortsteil Vendeloves
- Kirche Saint-Germain im Ortsteil Bournac
- Protestantische Kirche
- Kirche Saint-Étienne im Ortsteil Naucoules
- Ruinen der Kirche im Ortsteil Bedos
- Kapelle Saint-Géraud im Ortsteil Bournac
- Kapelle der ehemaligen Abtei Les Sœurs de l'Adoration-Perpétuelle
- Kapelle Saint-Amans im Ortsteil La Loubatière
- Ruinen der ehemaligen Kapelle Saint-Amans im Ortsteil La Loubatière
- Schloss von Mas Rougier
- Schloss von Bournac (13./15. Jahrhundert)
- Alte Brücke (14./15. Jahrhundert)
- Collège Saint-Gabriel (19. Jahrhundert)

Außerdem sind in der Stadt mehrere historische Häuser und die Reste der Befestigungen erhalten.
Das Umland ist reich an prähistorischen Megalithen Dolmen von Tièrgues.

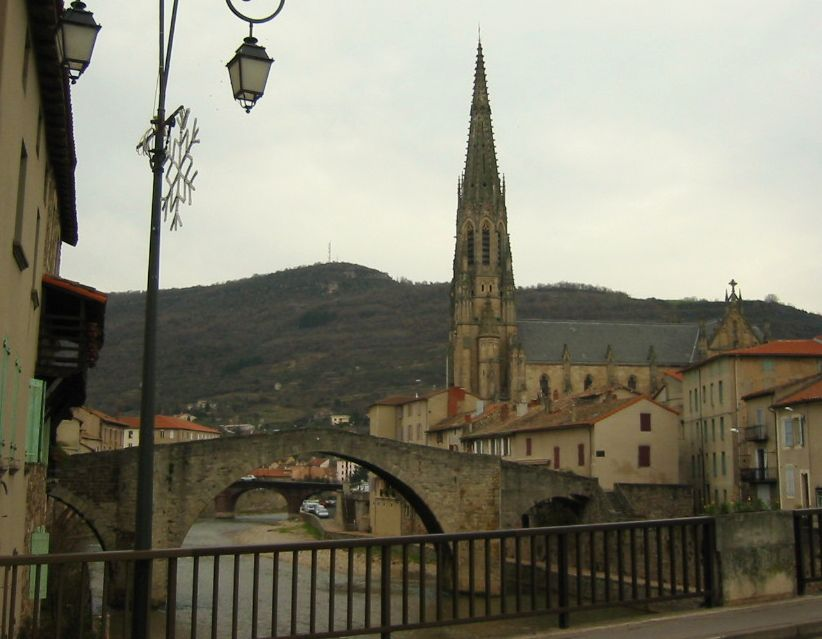
Kirche Notre-Dame
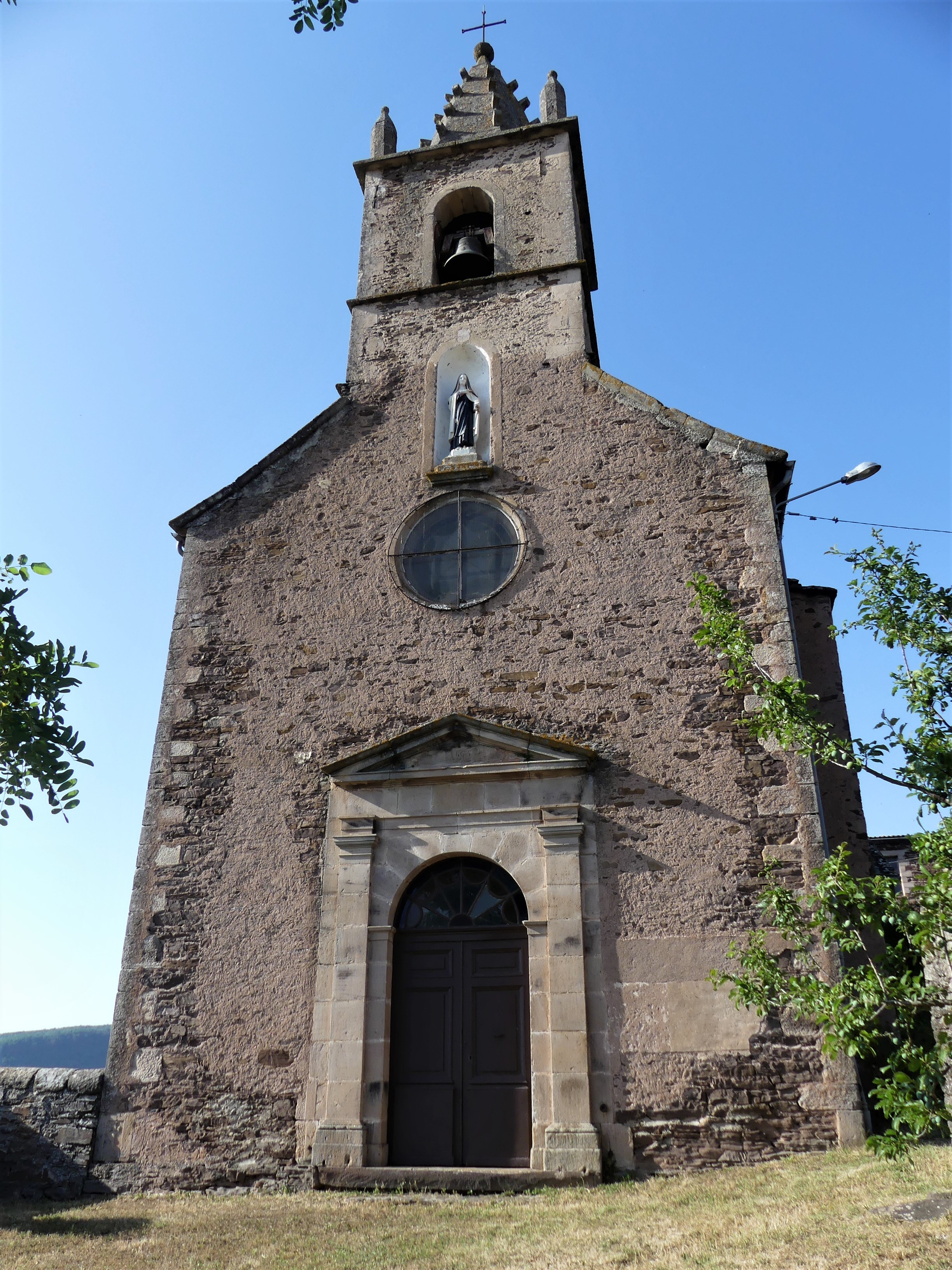
Kirche Saint-Martin
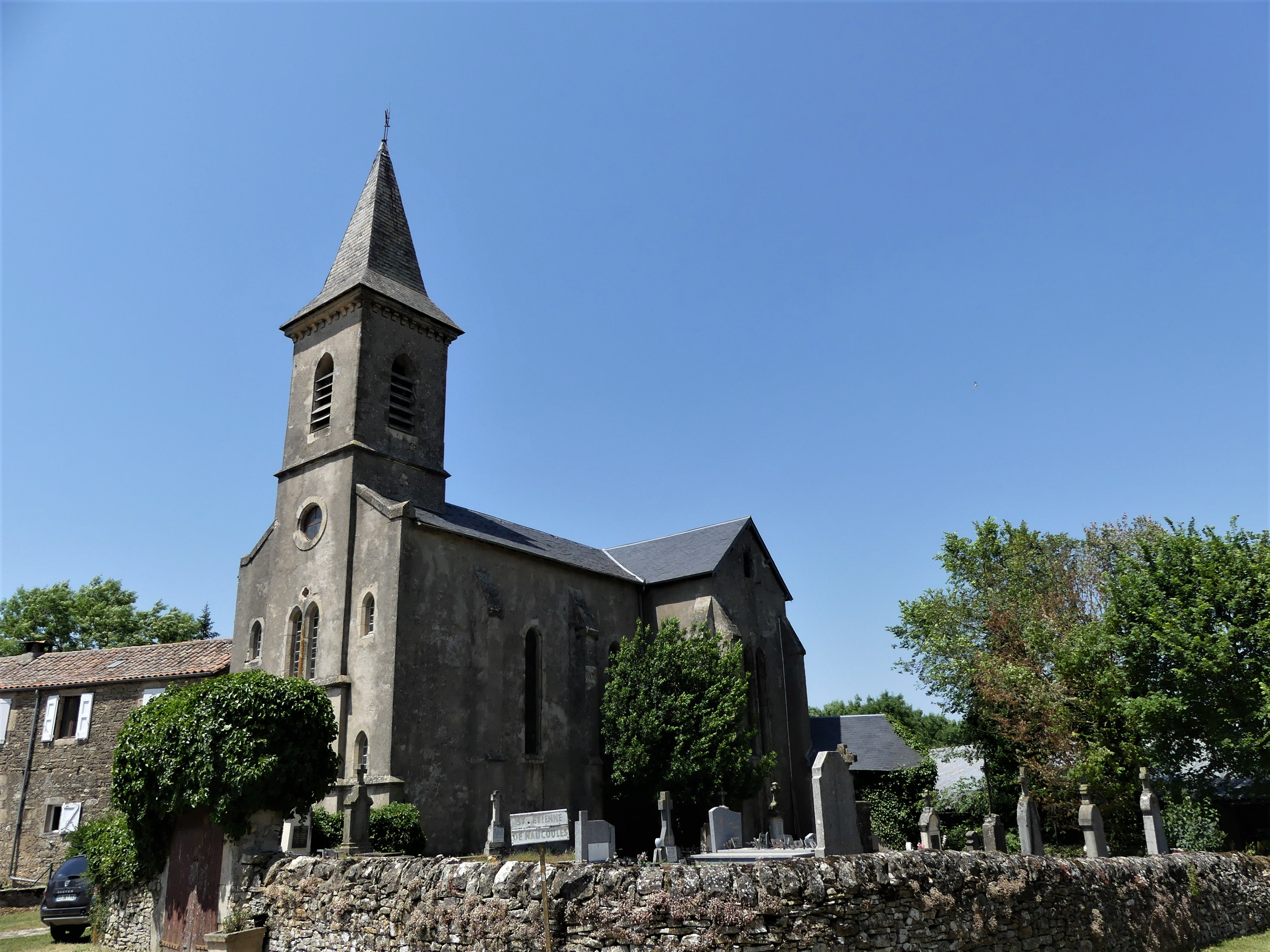
Kirche Saint-Étienne
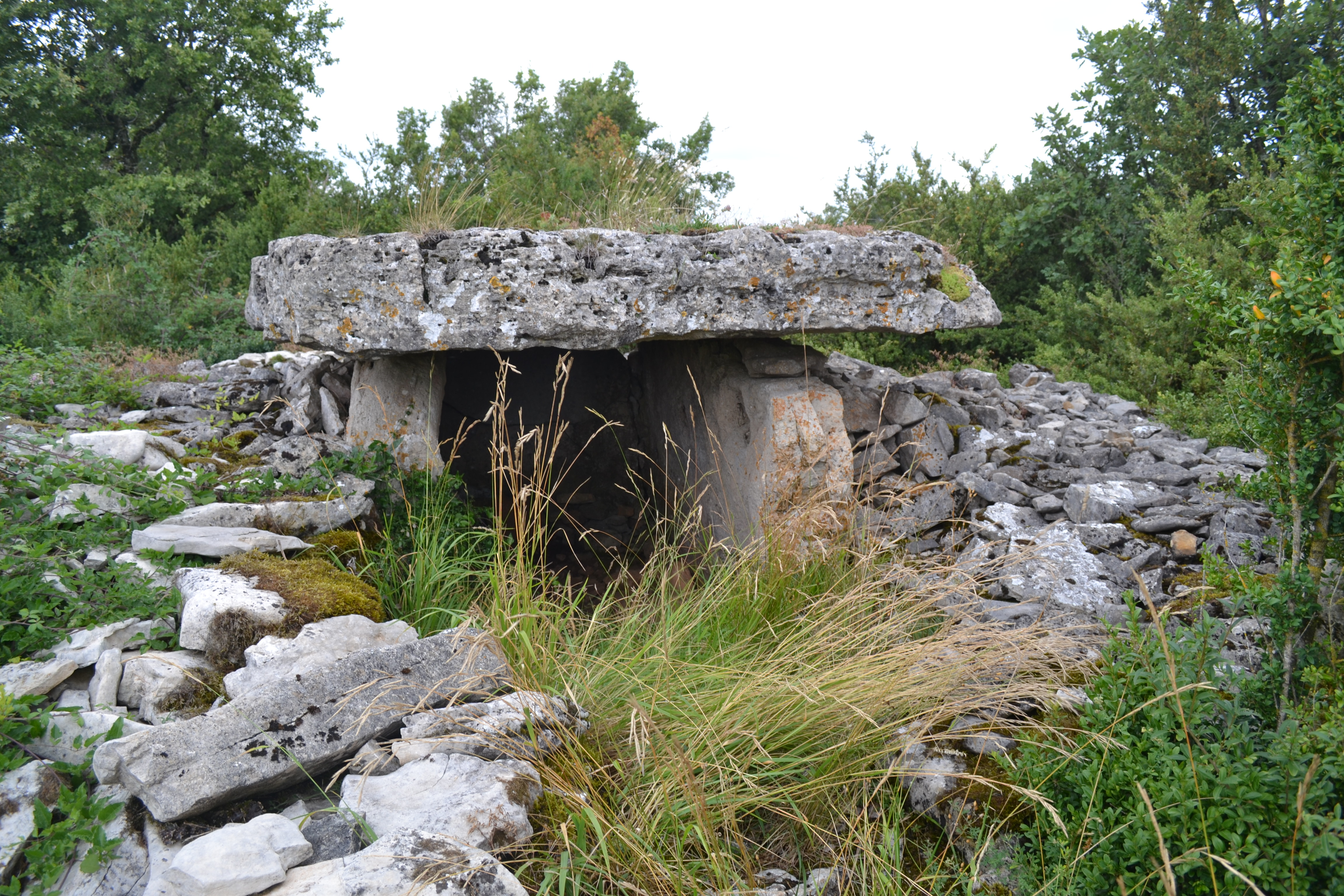
Dolmen de Boussac
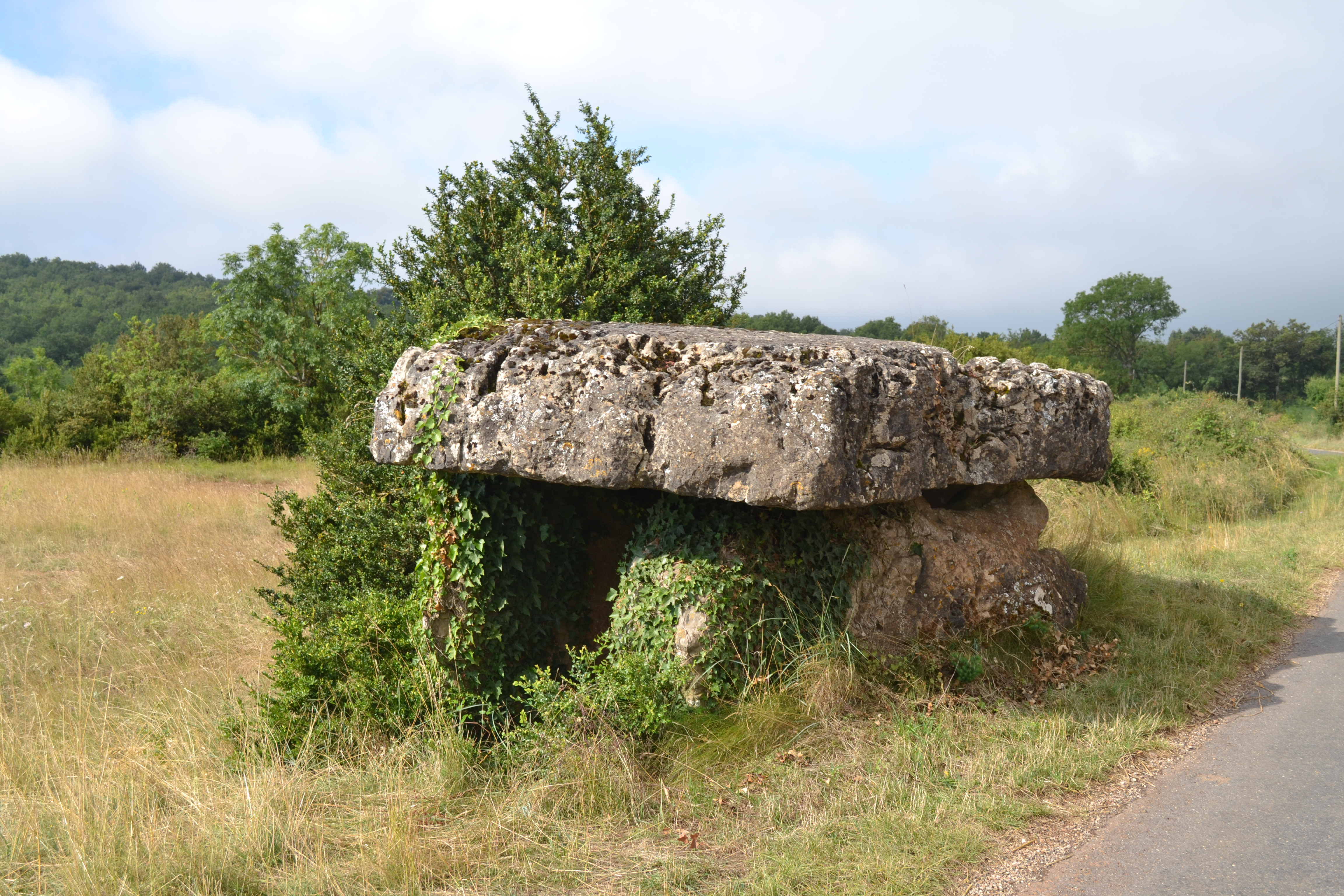
Dolmen de Crassous
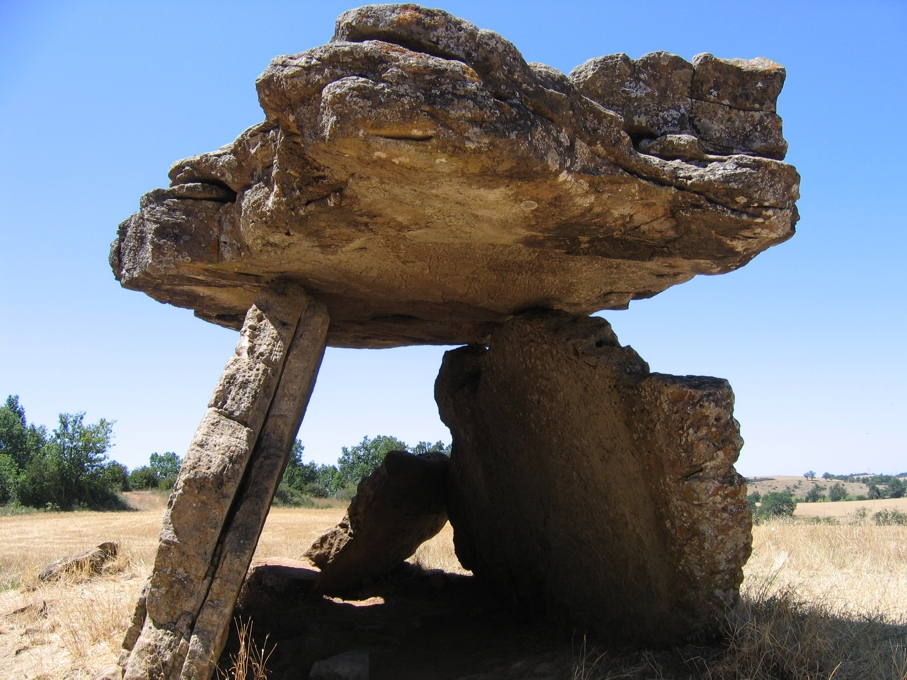
Dolmen de Tiergues
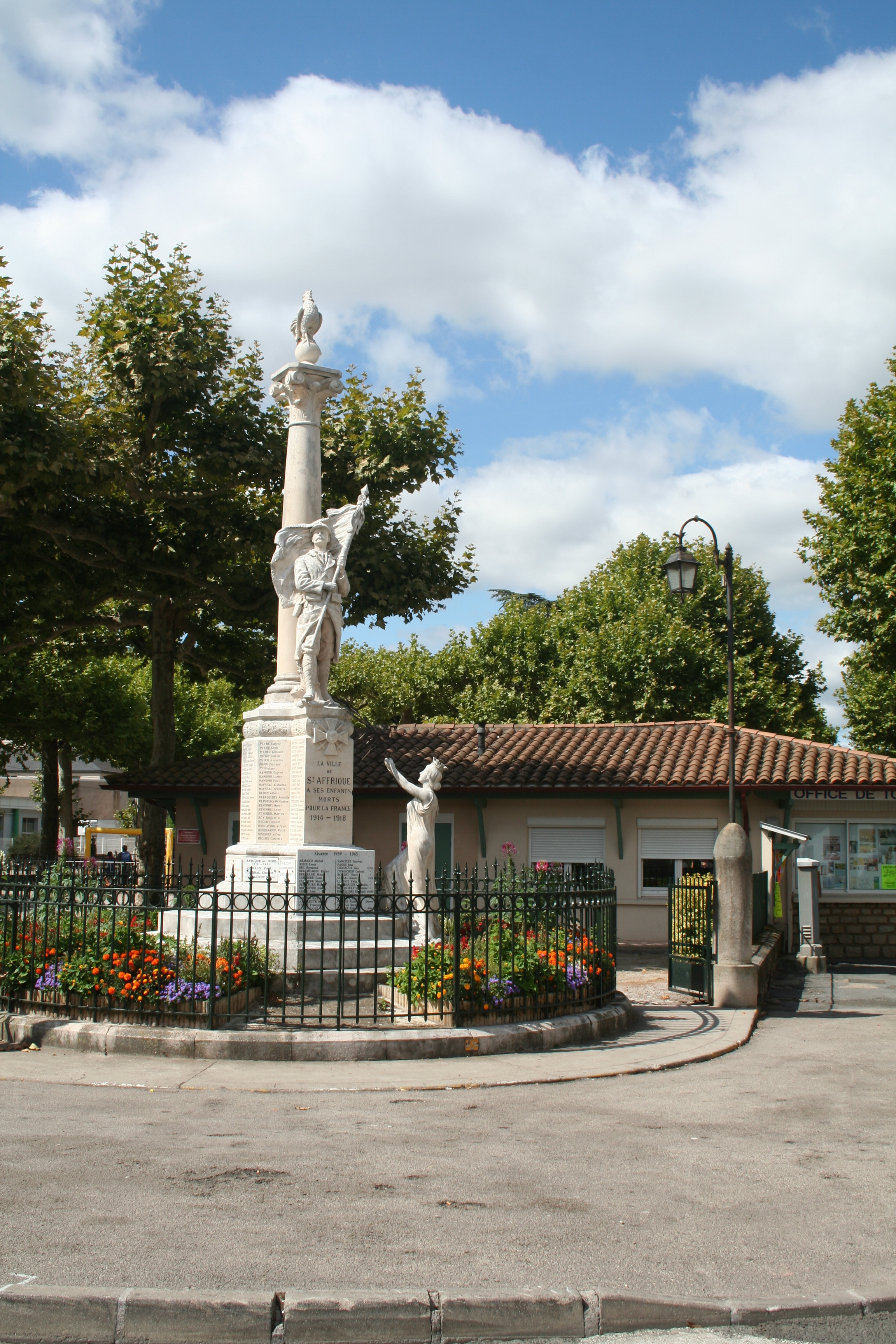
Gefallenendenkmal

## Persönlichkeiten
- Louis Bernard-Saint-Affrique (1745–1799), französischer Politiker
- Pierre Frédéric Sarrus (1798–1861), französischer Mathematiker
- Jean-Philippe Dardier (1831–1923), französisch-schweizerischer Evangelist
- Émile Borel (1871–1956), Mathematiker und Politiker
- Jules Miquel (1885–1966), Radrennfahrer
- Stéphane Diagana (* 1969), französischer Leichtathlet
- Richard Sainct (1970–2004), französischer Motorradrennfahrer

## Partnerstädte
- Azuaga in Spanien
- Driffield in England, seit 1995[1]
- Tremp in Katalonien, seit 21. Mai 2005